# Adriaan van Royen
Adriaan van Royen (11. listopadu 1704, Leiden – 28. února 1779, Leiden) byl nizozemský botanik a profesor na univerzity v Leidenu.

## Život
Narodil se v 11. listopadu 1704 v nizozemském městě Leiden.
Proslavil se především díky své práci o flóře jihovýchodní Asie. jeho jméno je mnohdy spojováno se švédským přírodovědcem Carlem Linnem, se kterým udržoval blízký vztah. Hojně v letech 1737 až 1738 navštěvoval Leidenovu botanickou zahradu.
V roce 1746 se stal profesorem na univerzitě v Leidenu a později i na vídeňské univerzitě.
Při citování botanického názvu se jako autor používá standardní zkratka Royen.
V roce 1728 byl zvolen členem Královské společnosti.
Zemřel 28. února roku 1779 v Leidenu. Bylo mu 74 let.